# Psira
Psira (en griego, Ψείρα) es una pequeña isla deshabitada y un yacimiento arqueológico de Grecia ubicado al norte de la isla de Creta. Administrativamente forma parte de la unidad periférica de Lasithi y del municipio de Sitía. 

## Características
Este yacimiento fue excavado por primera vez por Richard Seager en 1906 y 1907. Posteriormente, en 1986, Philip Betancourt y Costis Davaras iniciaron un nuevo proyecto de excavación. 
Enfrente de la isla de Creta, Psira tiene un excelente puerto que protegía a los barcos de los fuertes vientos de la zona y probablemente su función como puerto comercial junto a la actividad pesquera fueron las principales actividades económicas de esta isla. Además hay que destacar la cercanía del asentamiento minoico de Mojlos.
En las excavaciones se han encontrado los restos de un asentamiento minoico que se situaba a ambos lados del puerto, que presenta restos de ocupación desde el periodo neolítico final o quizá el minoico antiguo IA. Del minoico antiguo IIB se ha encontrado cerámica del «estilo Vasilikí» y el minoico antiguo III se ha encontrado cerámica de gran calidad del estilo «claro sobre oscuro». Tras crecer durante el minoico medio, alcanzó su mayor prosperidad en el minoico reciente I (en torno a 1550-1450 a. C.), momento en que pudo llegar a tener hasta 75 casas. Después de sufrir una destrucción al final de este periodo, posiblemente estuvo deshabitado un tiempo hasta el minoico reciente III, en que volvió a haber ocupación por un breve lapso de tiempo hasta que se volvió a abandonar. También tiene restos del periodo bizantino. 
Además de las casas del asentamiento, destaca una escalera que asciende desde el puerto hasta la parte más alta de la ciudad, donde había una gran plaza. Además, había un santuario que contenía pinturas al fresco. Este santuario presenta dos fases de construcción de las cuales la segunda (de fines del minoico reciente IA) presenta importantes similitudes con un santuario de Malia. También se han encontrado una zona donde se ubica un barranco y una colina que sirvió como necrópolis con pequeñas tumbas excavadas en roca donde se han hallado algunos ajuares funerarios.
| |
| Vasija en forma de cesta con dos asas grandes y representaciones de doble hacha (hacia 1500-1450 a. C.) |

|                                                                                      |
| Fragmentos de un fresco de una figura femenina ricamente vestida, (hacia 1450 a. C.) |

|                                                              |
| Ritones minoicos con forma de animal (hacia 1500-1450 a. C.) |

|                                            |
| Ritón con delfines (hacia 1500-1450 a. C.) |